# Antoine Arjakovsky
Antoine Arjakovsky, né le 5 octobre 1966 à Paris, est un historien français, codirecteur du pôle « Politique et Religions » du Collège des Bernardins et directeur émérite de l'Institut d'études œcuméniques de Lviv (Ukraine).

## Biographie
Antoine Arjakovsky doit ses racines slaves à ses grands-parents qui quittèrent la Crimée après la révolution de 1917. Sa mère, professeure au lycée Hélène-Boucher, est la fille du père Klépinine.
Il travaille au ministère des affaires étrangères français de 1989 à 2004 en tant que attaché pour le cinéma (1989-90), directeur du Collège universitaire français de Moscou (1994-1998) et directeur-adjoint de l'Institut français d'Ukraine (1998-2004). Il est également attaché de coopération éducative à Kiev.
Il se marie en 1992.
En 2000, il soutient à l'École des hautes études en sciences sociales (Paris) une thèse de doctorat portant sur « La génération des penseurs religieux de l'émigration russe. La revue La Voie (1925-1940) ». Elle fait l'objet d'une publication en russe (2000) et en français (2002) (une traduction en anglais sera publiée en 2013).
En 2004, il crée et dirige l'Institut d'études œcuméniques au sein de l'Université catholique ukrainienne, dont il reste à ce jour Senior Fellow,.
Depuis septembre 2011, il codirige avec un prêtre catholique, le père Antoine de Romanet, le département « Société, Liberté, Paix » du pôle recherche du Collège des Bernardins, centre intellectuel du diocèse de Paris.
Il a publié plusieurs ouvrages consacré à l'histoire de la pensée chrétienne orthodoxe et a enseigné dans plusieurs universités européennes et américaines : Académie Mohyla de Kiev, université Lomonossov de Moscou, université catholique de Louvain, Centre Sèvres, Notre Dame University.
En 2013, il lance au Collège des Bernardins le site de formation continue à la culture éthique et religieuse « agapan.fr »(Archive.org • Wikiwix • Archive.is • Google • Que faire ?).
En 2014, il reçoit au Sénat le prix Grégoire-Orlyk de la revue Perspectives Ukrainiennes pour son livre Russie-Ukraine : de la guerre à la paix ?, remis par Hervé Maurey, président du groupe d'amitié France-Ukraine, et Olga Sorin, présidente de la revue Perspectives Ukrainiennes.
En 2016, à l'occasion du 70e anniversaire du synode de Lviv, du 10 mars 1946, Antoine Arjakovsky est cosignataire d'une tribune évoquant ce rattachement par l’Église orthodoxe de Russie de l’Église grecque-catholique ukrainienne.
En 2017, il crée la Commission "Vérité, Justice et Réconciliation entre la Russie et l'Ukraine" en partenariat avec plusieurs institutions dont l'Académie Mohyla de Kyiv, l'Association Mémorial de Moscou, et le Forum mondial Normandie pour la paix. https://www.collegedesbernardins.fr/seminaires/forum-mondial-normandie-pour-la-paix Cette Commission publiera plusieurs séries de propositions pour construire une paix juste et durable sur le continent européen:
- « https://media.collegedesbernardins.fr/content/pdf/Recherche/Note-Commission-VJR-FR-28.11.pdf »(Archive.org • Wikiwix • Archive.is • Google • Que faire ?)
- Quel plan de paix entre la Russie et l'Ukraine ? (2018 - 2019)
- Comment soutenir l'Ukraine et reconstruire la paix en Europe ? Nos 18 propositions (2023)

Depuis novembre 2019, il est marguillier de la paroisse des Saints-Pierre-et-Paul de Châtenay-Malabry, fondée en 1984 par le père Michel Evdokimov.Il est membre de la commission théologique et liturgique du vicariat Sainte-Marie-de-Paris-et-Saint-Alexis-d'Ugine qui regroupe les paroisses de tradition russe au sein de la Métropole de France du patriarcat œcuménique de Constantinople.
En 2023 il crée et dirige le département de recherche Ukraine à l'Institut chrétiens d'Orient à Paris. https://www.institutchretiensdorient.org/u-departement-ukraine
En 2025 il donne au Collège des Bernardins un cours vidéo "Reconstruire notre monde. Introduction à la science morale et politique": https://www.lecampusdesbernardins.fr/courses/reconstruire-notre-monde/

## Publications

### Livres
- Qu'est-ce que la science morale et politique?, Paris, Cerf, 2025
- Pour sortir de la guerre, vaincre l'agression russe contre l'Ukraine et les démocraties, Paris, DDB, 2023.
- Qu'est-ce que l’œcuménisme?, Paris, Cerf, 2022.
- Essai de métaphysique œcuménique, Paris Cerf, 2021.
- English translation: https://angelicopress.com/pages/antoine-arjakovsky-1
- Une génération de penseurs religieux de l’émigration russe, La revue La Voie (1925-1940), Kiev-Paris, L’Esprit et la lettre, 2002.
  - Livre traduit en russe : Zurnal Put’, Pokolenie russkih religuioznih myslitelei v emigratsii, Kiev, Phénix, 2000.
- Vers un christianisme post confessionnel, entretiens avec le cardinal L. Husar, Paris, Parole et Silence, 2005. Préface du père Borys Gudziak.
  - Livre traduit en anglais : Conversations with Lubomyr Cardinal Husar: Towards a Post-confessional Christianity, Lviv, Ukrainian Catholic University Press (UCU), 2006, 160 p.
  - Livre traduit en ukrainien : Intervju z Blazhennishym Patriarkhom Lubomyrom Huzarom, Lviv, UCU, 2005.
- Essai sur le père Serge Boulgakov (1871-1944), philosophe et théologien chrétien, Paris, Éditions Parole et Silence, 2006, préface du père André Borrély, 214 p.
  - Livre traduit en ukrainien : Serhii Bulhakov, Narysy pro khrystyians'koho filosofa ta bohoslova, Lviv, UCU, 2007.
- Church, Culture, and Identity. Reflections on Orthodoxy in the Modern World, Lviv, UCU, 2007. Foreword by Fr. Michael Plekon.
- Myrna Nazour, messagère de l’unité, Paris, Éditions François-Xavier de Guibert, 2010.
- En attendant le concile de l’Église Orthodoxe. Un itinéraire spirituel, préface de Christophe Levalois, Paris, Éditions du Cerf, 2011.
- L’histoire selon Pierre Nora, dans Pierre Nora, Esquisse d'ego-histoire Paris, DDB, 2013.
- Qu’est-ce que l’orthodoxie ?, Paris, Gallimard, 2013.
- Pour une démocratie personnaliste, Paris, Lethielleux/Collège des Bernardins, 2013.
- The Way, Religious Thinkers of the Russian Emigration in Paris and Their Journal, 1925–1940, Translated by Jerry Ryan, Edited by John A. Jillions and Michael Plekon, Foreword by Rowan Williams, Notre Dame University Press, 2013. ()
- Russie-Ukraine, de la guerre à la paix ?, Paris, Parole et Silence, 2014.
- traduction en 2015 en :
  - russe : Антуан Аржаковский: Россия-Украина: от войны к миру? (http://arjakovsky.blogspot.fr/2014/12/blog-post.html),
  - ukrainien : Антуан Аржаковський: “Розбрат України з Росією. Стратегія виходу з піке” (http://bukvoid.com.ua/news/books/2015/04/13/204315.html).
  - anglaise : Antoine Arjakovsky: Russia/Ukraine: From War to Peace? (http://arjakovsky.uatoday.tv/)
- Occident-Russie, comment sortir du conflit ?, Balland, 2017.
- Voyage de Saint-Pétersbourg à Moscou. Anatomie de l'âme russe. Paris, Salvator, 2018.

### Direction d'ouvrages
- Révéler la politique, Paris, Hermann, 2024.
- Les Eglises et la construction de la paix en Ukraine, Paris, L'Harmattan, 2024.
- Votez Fraternité! Trente propositions pour une société plus juste, Paris, Hermann, 2022.
- ·A. Arjakovsky, B. Hallensleben, Le Concile de Florence (1438/39) – une relecture œcuménique ; The Council of Florence (1438/39) – an Ecumenical Rereading ; Fribourg, Aschendorff, 2020.
- Friendship as an Ecumenical Value, edited by Antoine Arjakovsky and Marie-Aude Tardivo, Proceedings of the International Conference Held on the Inauguration of the Institute of Ecumenical Studies, Lviv, 11-15 June, 2005, Lviv, UCU, 2006.
- Les Jalons, Cent Ans Après, recueil sous la direction d'Antoine Arjakovsky, avec cardinal Walter Kasper, Enzo Bianchi, Olga Sedakova, Paul Valliere, Georges Nivat, Antoine Arjakovsky, Paris, Éditions François-Xavier de Guibert, Lvic, IEOE/UCU, 2009.

### Collaborations
- Towards a Fair history of Christian Orthodoxy, in Celebration of Living Theology: A Festschrift in Honour of Andrew Louth.

### Articles de revue
- Table ronde sur les religions : menace ou espoir, en compagnie d'Antoine Arjakovsky, du cardinal Philippe Barbarin et du pasteur Claude Baty, Semaines Sociales de France, Lyon, novembre 2008, éditions Bayard, avril 2009.
- L'œcuménisme en Europe : une approche religieuse et politique, Revue des deux mondes, avril 2012
- The role of the Churches in the Ukrainian Revolution, Religion and Ethics ABC, 7 mars 2014.

### Articles de presse
- Ukraine : Il est urgent d'agir !, Le Figaro, 19 février 2012.
- L'Ukraine n'est pas à partager : réponse à Edgar Morin, Le Monde, 19 mai 2014.